# Aegilops insulae-cypri
Aegilops insulae-cypri là một loài thực vật có hoa trong họ Hòa thảo. Loài này được H.Scholz mô tả khoa học đầu tiên năm 2000.